# Tetramorium schmidti
Tetramorium schmidti är en myrart som beskrevs av Auguste-Henri Forel 1904. Tetramorium schmidti ingår i släktet Tetramorium och familjen myror. Inga underarter finns listade i Catalogue of Life.